# Panzeria fissicarina
Panzeria fissicarina là một loài ruồi trong họ Tachinidae.